# Roland Keller Vargas
Roland Keller Vargas (Santa Cruz, 19 de enero de 1990) es un raquetbolista boliviano.
Obtuvo la medalla de plata en los Juegos Panamericanos de Toronto en dobles masculino de ráquetbol junto a Conrado Moscoso. En equipo masculino obtuvo bronce junto a Roland Keller y Carlos Keller.
En el 2019, obtuvo la medalla de oro en los Juegos Panamericanos de Lima en ráquetbol equipos junto a Conrrado Moscoso, Carlos Keller y Kadim Carrasco.
Compitió en singles, dobles y equipos en los Juegos Panamericanos Guadalajara 2011.
Obtuvo elTercer puesto en dobles en el Campeonato Panamericano de Racquetbol de 2014, Tercer puesto en dobles en el Campeonato Mundial de Racquetbol de 2012 y Primer puesto en dobles en el campeonato Panamericano de Racquetbol de 2012.
El hermano de Roland, Carlos, también juega al racquetbol para Bolivia.